# Вальтерниенбург-Бернбург
Культура Вальтерниенбург-Бернбург — археологический комплекс культур среднего неолита, существовавший на территории немецких регионов Саксония-Ангальт, Тюрингия и Франкония около 3200 — 2800 гг. до н. э. Состоял из двух родственных групп — Бернбург и Вальтерниенбург, название которым дал по местам захоронений в Саксонии-Ангальте в 1892 и 1911 г. соответственно археолог Альфред Гётце. В 1918 г. Нильс Оберг объединил обе вышеуказанных культуры в единый культурный комплекс.
Данные группы являлись локальными вариантами культуры воронковидных кубков.

## Материальная культура
Группа Вальтерниенбург, существовавшая в устье реки Заале, характеризуется наличием кубков с ручками и резкими контурами, а также подвесных сосудов с ушками. Амфоры бернбургской группы, напротив, скорее «пузатые», вогнутые, с s-образным профилем. Керамика обеих групп украшена глубокими насечками, которые частично заполнены белой пастой, и поэтому выделяются своим «цветным» видом. Имеются также керамические барабаны. Также типичными для данной культуры являются двойные секиры, сланцевые ножи, треугольные и трапециевидные наконечники стрел.

## Генетические исследования
Среди митохондриальных гаплогрупп отмечены гаплогруппы H, H1e1a3, H5, K1, K1a, V, X, U5a, U5b, U5b1c1, U5b2a1a, W и T2b.

## Погребения
Погребения весьма разнообразны по своему характеру. Широко распространены были плоские могилы, погребения в каменных саркофагах и в каменных камерных гробницах. Также были распространены коллективные погребения в «склепах» (примеры: Шёнштедт, Бенцингероде), «полуплоских мегалитах» (de:Rampenkisten) и камерных гробницах.
На некоторых черепах заметны следы трепанации.

### Разделение по культурам
178 исследованных погребений подразделяются следующим образом (Stand 1982):
- 86 (48,3 %) — бернбургская культура
- 40 (22,5 %) — вальтерниенбургская культура
- 12 (6,75 %) — смесь обеих культур
- 34 (19 %) — черты, общие для двух культур
- 5 (2,75 %) — культура шаровидных амфор, поддерживавшая контакты с бернбургской
- 1 (0,5 %) — культура шнуровой керамики.

Наблюдающееся на территории Гессена и Хавеля разделения на две различных культуры, бернбургскую и вальтерниенбургскую, связано главным образом с погребальным обрядом. Погребения бернбургской культуры находятся в Тюрингии и в северных предгорьях Гарца, тогда как в окрестностях Хавеля представлена вальтерниенбургская культура. В области Кведлинбурга, в восточных предгорьях Гарца и в Кётене наблюдается смешение форм обеих культур.

## Поселения
Известны поселения типа хуторов и укреплённые поселения на возвышенностях. Примеры укреплённых поселений на возвышенностях с несколькими рвами — Ланген-Берг близ Галле, Шалькенбург близ Квенштедта и Штайнкуленберг близ Деренбурга.

## Экономика
Основу хозяйства составляли земледелие и скотоводство. Известно, что культивировались эммер, однозернянка, ячмень и лён. Из домашних животных известны коровы, овцы, свиньи, собаки и лошади.